# Partito dei Contadini di Serbia
Il Partito dei Contadini di Serbia (in serbo: Seljacka Stranka Srbije - SSS) è stato un partito politico attivo in Serbia tra il 1990 al 1994.
Alle elezioni parlamentari del 1990 ha ottenuto circa l'1% dei voti e due seggi; alle successive elezioni parlamentari del 1992 ha conseguito il 2,7% dei voti e tre seggi.
Privo di grandi visibilità, il partito si è dissolto.